# 鈍吻鏢鱸
鈍吻鏢鱸為輻鰭魚綱鱸形目鱸亞目河鱸科鏢鱸屬的其中一種，分布於美國密西西比河、聖安東尼奧河等流域，體長可達6公分，棲息在植被生長、沙泥底質的溪流、池塘，屬肉食性，以水生昆蟲為食。